# Балти, Бьянка
Бьянка Балти (итал. Bianca Balti; родилась 19 марта 1984, Лоди, Ломбардия, Италия) — итальянская супермодель.

## Карьера
Впервые Бьянка Балти появилась на обложке L’Officiel, снятой фотографом Alexi Lubomirski (сентябрь 2004). Свой первый рекламный контракт модель подписала с Dolce & Gabbana в 2005 году.
Балти появлялась на обложках многих глянцевых журналов, среди которых Vogue, Harper’s Bazaar, W, Cosmopolitan, Elle, Marie Claire, Jalouse.
Среди рекламных кампаний модели — работа для Roberto Cavalli, Donna Karan, Christian Dior, Dolce & Gabbana, Valentino, Armani, Missoni, Rolex, Guess?, Paco Rabanne, Anna Molinari, Guerlain, Revlon, La Perla, Cesare Paciotti, Mango, Ermanno Scervino и Thierry Mugler.
Начиная с сезона весна-лето 2005 года Бьянка Балти принимает участие в показах многих дизайнеров и домов моды, таких как Karl Lagerfeld, Gianfranco Ferré, Marc Jacobs, Alexander McQueen, Givenchy, Zac Posen, Hermès, John Galliano, Gucci, Fendi, Prada, Valentino, Missoni, Chanel, Christian Dior, Versace, Oscar de la Renta, Narciso Rodriguez, Ralph Lauren, Carolina Herrera и Dolce & Gabbana.
Также в 2005 году модель участвовала в шоу Victoria’s Secret и снималась для каталога продукции марки.
В мае 2007 года модель появилась на Каннском фестивале вместе с Азией Ардженто и Стефанией Рокка, чтобы рекламировать фильм Абеля Феррары «Сказки стриптиз-клуба», в котором Балти исполнила одну из ролей.
После рождения дочери Бьянка Балти вернулась к работе на подиуме и в рекламных кампаниях, став новым лицом Cesare Paciotti и марки St. John.
Модель снималась для нескольких календарей, среди них Pirelli (2011), Wurth (2009).
С 2012 года Бьянка Балти — лицо Dolce & Gabbana совместно с актрисой Моникой Беллуччи.
Летом 2012 года в Риме на Рынке Траяна открылась фотовыставка, посвященная модели.

## Личная жизнь
Родилась в семье предпринимателя Бруно Балти и Мариабике Марцани. У неё есть старший брат Алессандро, который работает нотариусом, и младший — Карло Альберто.
Училась в Liceo classico Pietro Verri в Лоди.
В 2006—2010 годах была замужем за ассистентом фотографа Кристианом Лучиди. У них есть дочь — Матильда Лучиди (родилась весной 2007 года).
С 1 августа 2017 года замужем за Мэттью Макрэем. У супругов есть дочь — Миа Макрэй (родилась 14 апреля 2015 года).
Позже Балти стала встречаться с Сал Лаудом[уточнить].